# Eriothrix furvus
Eriothrix furvus är en tvåvingeart som beskrevs av Kolomiets 1967. Eriothrix furvus ingår i släktet Eriothrix och familjen parasitflugor. Inga underarter finns listade i Catalogue of Life.